# Laila al-Zwaini
Laila al-Zwaini (Eindhoven, 6 juli 1965 – Leiden, 19 april 2025) was een Nederlands-Iraakse arabiste en juriste. Al-Zwaini was gespecialiseerd in thema's als sharia, rechtsontwikkeling, Arabisch tribalisme en islamitische hervorming van vrouwenrechten.
Zij leverde bijdragen aan onderzoek, training en advisering ten behoeve van regeringen, internationale organisaties, de VN, de EU, universiteiten en de rechterlijke macht over onder andere de koppeling met de sharia, het staatsrecht en tribale gebruiken in de Arabische en moslimwereld. Ze gaf media-interviews, en schreef columns, en nam deel aan debat over de Arabische en de moslimwereld en de diaspora, onder andere voor radio- en tv-programma's als Buitenhof, Nieuwsuur, Radio 1 en BBC. Verder schreef ze opiniestukken in NRC Handelsblad en De Volkskrant.

## Biografie
Al-Zwaini was de tweede dochter van een Iraakse vader en een Nederlandse moeder. Haar ouders ontmoetten elkaar in Eindhoven, waar haar Iraakse vader bij Philips werkte en haar Nederlandse moeder een parfumeriezaak had. Zelf noemde ze zich geïnspireerd door het voorbeeld van haar ouders "een katholieke moslim". Na het behalen van het gymnasiumdiploma aan het Edith Stein College in Den Haag, studeerde zij aan de Universiteit Leiden, waar zij in 1995 een mastergraad in Rechten behaalde. Van 1983 tot 1989 studeerde zij aan de School of Oriental and African Studies, verbonden aan de University of London, waar zij masters in Arabische Studies en Arabische taal en cultuur verwierf.
Al-Zwaini woonde en werkte enige tijd in Irak, Egypte en Jemen voor wetenschappelijk onderzoek en opbouw van de rechtsstaat. Nadien reisde ze veelvuldig naar het Midden-Oosten. Ze verbleef enige tijd in Afghanistan als staflid van de Verenigde Naties.
In 2013 startte Al-Zwaini het bureau RE: ORIENT voor het actieprogramma Imagine Madaniy, een integrale benadering van het (islamitische) discours over civiele relaties en de civiele overheid in de Arabische/islamitische wereld en haar diaspora.
Al-Zwaini overleed op 19 april 2025 op 59-jarige leeftijd na een lang ziekbed.

## Publicaties
- Laila al-Zwaini: The Rule of Law in Yemen. Prospects and Challenges. The Hague, HiiL, 2012, ISBN 9789491639005 -- Digitale versie
- Legal Pluralism in the Arab World, ed. by Baudouin Dupret, Maurits Berger and Laila al-Zwaini. The Hague, Kluwer, 1999, ISBN 9041111050
- Laila al-Zwaini & Ruud Peters: A Bibliography of Islamic Law, 1980 -1983. Leiden, Brill, 1994, ISBN 9004100091

- Bibsys: 90778909
- Bibliothèque nationale de France: cb124156215 (data)
- Gemeinsame Normdatei: 173463002
- International Standard Name Identifier: 0000 0000 3018 5035
- Library of Congress Control Number: n94059931
- Nationale Bibliotheek van Israël: 987007428018705171
- Nederlandse Thesaurus van Auteursnamen: 123609623
- Istituto Centrale per il Catalogo Unico: TO0V158038
- Système universitaire de documentation: 033273677
- Virtual International Authority File: 7477849